# Calypso Botez
Calypso Botez (ur. 1880, zm. 1933) – rumuńska pisarka, sufrażystka i działaczka na rzecz praw kobiet.

## Życiorys
Botez urodziła się w 1880 roku w Bacău. Ukończyła studia na Uniwersytecie w Jassach. Przeprowadziła się do Bukaresztu, gdzie uczyła w szkole średniej. Została przewodniczącą Czerwonego Krzyża w Galati. W 1917 r. wraz z Marią Baiulescu, Ellą Negruzzi i Eleną Meissner utworzyła Rumuński Związek Kobiet (UFR). W swoich pracach pisała o prawach kobiet, podkreślając, że pierwszy artykuł rumuńskiej konstytucji głosi, że wszyscy obywatele są równi. W 1919 roku opublikowała Problem praw kobiety rumuńskiej. Prowadziła kampanię na rzecz reformy uprawnień rządu, praw kobiet i reformy prawa rozwodowego. W 1920 roku opublikowała Problem feminizmu. Systematyzacja jego elementów. W 1921 roku była współzałożycielką Consiliul Naţional al Femeilor Române.

## Publikacje
- Prawa kobiet w przyszłej konstytucji (1922)
- Prawa kobiet w przyszłości kodeksu cywilnego (1924)
- Raport o sytuacji prawnej kobiet (1932)